# Пригоди Шерлока Холмса і доктора Ватсона: Собака Баскервілів
«Пригоди Шерлока Холмса і доктора Ватсона: Собака Баскервілів» (рос. «Приключения Шерлока Холмса и доктора Ватсона: Собака Баскервилей») — радянський художній фільм, третя частина телевізійного серіалу про Шерлока Холмса і доктора Джеймса Ватсона. Фільм вийшов на телеекрани у 1981 році та знятий за мотивами найвідомішого твору Артура Конан Дойля — повісті «Собака Баскервілів». Фільм складається з двох частин.

## Сюжет

### Перша серія
До Шерлока Холмса звертається доктор Мортімер, який розповідає про загадкову смерть сера Чарльза Баскервіля, що сталася в англійському графстві Девоншир. На обличчі у небіжчика був вираз нелюдського жаху, а неподалік від місця смерті були знайдені сліди величезної собаки. Всі ці фактори примусили місцевих жителів Девонширу згадати стародавню легенду про прокляття роду Баскервілів — собаку Баскервілів.
З Америки в родове гніздо прибуває останній спадкоємець роду — баронет Генрі Баскервіль. Близький друг покійного сера Чарльза, доктор Мортімер, вирішує спочатку привезти Генрі до знаменитого приватного детектива містера Шерлока Холмса, де розповідає йому про стародавнє прокляття Баскервілів та просить про захист і допомогу молодому спадкоємцю. Доктор Ватсон та Холмс уважно вислуховують легенду та свідчення Мортімера про смерть сера Чарльза. Коли клієнти пішли, Холмс і Ватсон вирішили простежити за Генрі та Мортімером і побачили, що за ними вже хтось стежить, проте обличчя стежучого Холмс не встиг як слід роздивитися, бо той помітивши Холмса з Ватсоном втік на кебі. 
Холмс вирішує доручити Ватсону супроводжувати сера Генрі до його маєтку та залишатися там з молодим Баскервілем до подальших розпоряджень. Виявилося, що родове гніздо Баскервілів оточене торф'яними болотами, а вночі з цих боліт можна почути страшне виття. Приїхавши до Баскервіль-холлу, вони дізнаються, що з в'язниці втік вбивця Селден і переховується десь в районі боліт. Ватсон помічає, що вночі дворецький Беррімор йде до башти та свічкою подає певний умовний сигнал. Згодом Ватсон знайомиться з натуралістом Джеком Степлтоном та його сестрою Беріл. Степлтон розповідає, що він приїхав у Девоншир лише два роки тому, після приїзду туди сера Чарльза. Згодом Генрі Баскервіль запрошує Степлтонів та доктора Мортімера на вечерю. 
Добряче випивши після бенкету, Ватсон разом із господарем дому прослідкували за Беррімором. Вони побачили, що Беррімор знову подає сигнал та почали розпитувати його про цей знак, але дворецький мовчав. Після того, як сер Генрі сказав, що Беррімора звільнено, з'явилася дружина і плачучи розповіла, що це сигнал Селдену, який є її молодшим братом. Сер Генрі з Ватсоном вирішують схопити каторжника. Вийшовши на болота, вони чують страшне виття собаки.

### Друга серія
Доктор Ватсон гарно виконує доручення Холмса але для нього залишається загадкою — хто злочинець? Ватсон дізнається, що покійний сер Чарльз в день своєї смерті вийшов так пізно через лист від жінки на ім'я Лора Лайонс. Від одного старого, якого звати Френклендом, він чує про іншу людину, яка ховається на болотах. Виявляється, що це був Холмс. Детектив не хотів, щоб жителі знали про його присутність. Під час розмови Холмс і Ватсон чують виття собаки та крик людини. Підбігши до місця, звідки вони долинали, герої бачать мертвого каторжника, вдягнутого в речі сера Генрі (які подарував дворецькому та його дружині баронет). У Баскервіль-холлі Холмс, оглядаючи портрети родичів сера Генрі, помічає, що один із них схожий як дві краплі води на Степлтона. Тепер у детектива не лишається сумнівів, хто стоїть за смертю сера Чарльза. 
Насправді Степлтон був кузеном сера Генрі Баскервіля та племінником сера Чарльза. Він приручив велетенського дога та намазував його в темряві фосфорним розчином, який не мав запаху.
Щоб заарештувати злочинця, Холмс придумав цілий сценарій та запросив з Лондону інспектора Лестрейда. Під час операції сер Генрі ледь не гине, але його вчасно рятує запрошений інспектор, який застрелив собаку. Степлтон, побачивши все це, намагається втекти і тоне в болоті.

## У ролях

### У головних ролях
- Василь Ліванов — Шерлок Холмс
- Віталій Соломін — доктор Ватсон
- Ріна Зелена — місіс Хадсон
- Борислав Брондуков — інспектор Лестрейд (озвучив Ігор Єфимов)

### Перша серія
- Євген Стєблов — доктор Мортімер
- Микита Міхалков — сер Генрі Баскервіль
- Олександр Адабаш'ян — дворецький Джон Беррімор
- Світлана Крючкова — Ельза Беррімор, жінка Беррімора
- Олег Янковський — Джек Степлтон
- Ірина Купченко — Беріл Степлтон, "сестра" Степлтона
- Дмитро Бєссонов — Батлер
- Олег Бєлов — кебмен
- Олег Пальмов — директор Девонширського відділу пошти
- О. Худєєв — в епізоді
- Р. Чіров — в епізоді

### Друга серія
- Євген Стєблов — доктор Мортімер
- Микита Міхалков — сер Генрі Баскервіль
- Олександр Адабаш'ян — дворецький Джон Беррімор
- Світлана Крючкова — Ельза Беррімор, жінка Беррімора
- Олег Янковський — Джек Степлтон
- Ірина Купченко — Беріл Степлтон, "сестра" Степлтона
- Сергій Мартінсон — містер Френкленд
- Алла Демідова — Лора Лайонс
- Олег Пальмов — директор Девонширського відділу пошти
- П. Леомар — втікач Селден

## Цікаві факти
- Нова Зеландія ввела в обіг серію срібних дводоларових монет, на аверсі яких зображені кадри з радянського телесеріалу.
- У 1971 році було поставлено телеспектакль «Собака Баскервілів», де ролі Холмса та доктора Ватсона зіграли Микола Волков - молодший та Лев Круглий.